# Horatio Gordon Robley
Horatio Gordon Robley (Funchal, 28 de junho de 1840 - Londres, 29 de outubro de 1930) foi um militar britânico, artista e colecionador do macabro, incluindo de cabeças humanas tatuadas secas, ou mokomokai.

## Vida
Robley nasceu no Funchal, Madeira, a 28 de junho de 1840, filho do capitão John Horatio Robley e da escritora e aguarelista Augusta June Penfold. Robley seguiu os passos do pai, tornando-se militar profissional. Herdou também herdou as qualidades artísticas da mãe, tornando-se um talentoso desenhista e aquarelista.

## Carreira militar
Em 1858, Robley comprou uma insígnia na 68ª Infantaria Ligeira de Durham por 450 libras. Após um curto período de treinamento na Irlanda, ingressou em seu regimento na Birmânia, onde permaneceu quase cinco anos. Lá observou as pessoas e aprendeu a língua. Além dos seus deveres militares, Robley continuou a produzir esboços, fazendo visitas ao campo para documentar a vida diária. Ao desenhar templos budistas, fez amizade com vários monges budistas e teve uma imagem de Buda tatuada em vermelho em seu braço direito. Este foi o início de um interesse de longa data na prática da tatuagem. Os numerosos esboços feitos durante esse período formaram a base de suas ilustrações alguns anos depois, quando foi convidado pela firma Cassells & Co. para contribuir com sua publicação, Races of Mankind.
Em 1860, Robley foi mandado para casa, na Inglaterra, por um período de licença médica. Começou a especializar-se em tiro com rifle, candidatando-se e obtendo um período na Escola de Mosquete. Voltando ao seu regimento, esteve presente no cerco de Delhi (1857); depois, em Rangum, assumiu o comando da guarda do exilado Mughal Bahadur Shah II.

### Serviço na Nova Zelândia
Em 1863, o 68º Regimento deixou a Birmânia para as Guerras da Nova Zelândia, desembarcando em Auckland a 8 de janeiro de 1864. Exibindo novamente o desejo de absorver seu novo ambiente, Robley comprou um vocabulário māori e outros livros sobre os māori. Em abril de 1864, levou as suas tropas para Tauranga para se juntar às forças do general Cameron no ataque a Pukehinahina, também conhecido como Gate Pā. As forças britânicas sofreram uma derrota humilhante na Batalha de Gate Pā em 29 de abril de 1864, com 31 mortos e 80 feridos, apesar de superarem em muito seu inimigo maori. Gate Pā foi a derrota mais devastadora sofrida pelos militares britânicos nas guerras da Nova Zelândia: enquanto as baixas britânicas totalizaram mais de um terço do grupo de assalto, as perdas māori totalizaram cerca de 25.
Robley permaneceu em Tauranga por 19 meses até o início de 1866, período em que continuou desenhando. Completou uma série de esboços detalhados das defesas māori em Pukehinahina, e continuou seu interesse na tatuagem fazendo esboços precisos dos desenhos de tatuagem dos feridos e mortos. Várias dessas cenas foram posteriormente reproduzidas na Illustrated London News entre 1864 e 1867.

Durante a sua estadia na Nova Zelândia, conheceu Herete Mauao, com quem teve um filho que chamaram de Hamiora Tu Ropere.

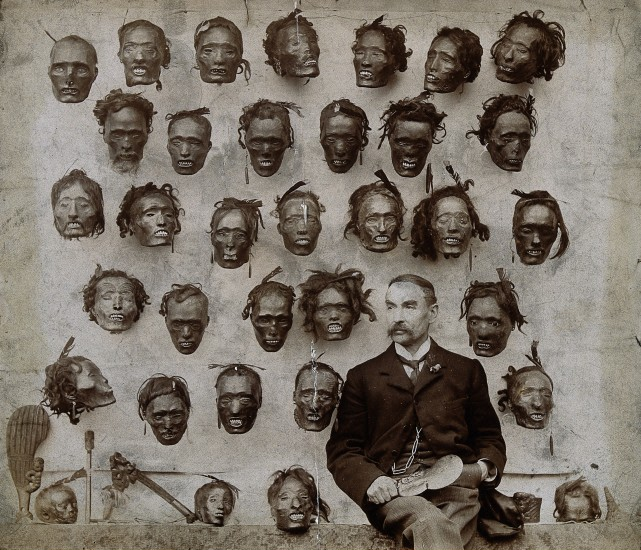
Robley com sua coleção mokomokai (1895)

O seu regimento foi retirado de Tauranga no início de 1866. Partiu de Auckland, chegando de volta à Inglaterra em Spithead em 28 de junho de 1866. Em 1870, Robley comprou uma capitania por 1100 libras, sendo transferido a 4 de fevereiro de 1871 para as terras altas de Argyll e Sutherland. Permaneceu no serviço nacional até 1880, quando foi promovido a major e despachado para a Maurícia. Mais tarde, foi enviado para a África do Sul, prestando serviço na Colónia do Cabo, Natal e Zululândia. Foi em seguida para o Ceilão, onde em 1882 foi promovido a tenente-coronel e assumiu o comando do regimento, do qual veio a escrever a história. Em 1887, aposentou-se do exército com o posto de major-general e voltou a morar em Londres.

## Vida posterior
Continuando a escrever após a reforma, voltou a se interessar por tatuagens e escreveu dois livros relacionados ao seu tempo na Nova Zelândia, Moko ou Maori Tattooing em 1896 e Pounamu: Notes on New Zealand Greenstone. No primeiro livro, além de demonstrar e explicar a arte da tatuagem māori, escreveu capítulos sobre as cabeças tatuadas secas ou mokomokai. Robley decidiu adquirir tantos exemplos de mokomokai quanto possível, construindo uma coleção única de 35 cabeças. Em 1908, Robley ofereceu a coleção ao governo da Nova Zelândia por 1.000 libras, sendo a oferta recusada. Mais tarde, com exceção dos cinco melhores exemplos, que Robley manteve, a coleção foi comprada pelo Museu Americano de História Natural de Nova Iorque pelo equivalente a 1250 libras.
Robley também colecionou antiguidades māori. Parte da sua coleção foi comprada pelo colecionador William Ockelford Oldman, cuja coleção foi adquirida pelo governo da Nova Zelândia em 1948.
Robley manteve uma intensa correspondência com vários neozelandeses e manteve laços estreitos com a New Zealand House durante sua vida. Morreu em Londres em 29 de outubro de 1930.